# Archidiocèse d'Acapulco
L'archidiocèse d'Acapulco (en latin : Archidioecesis Acapulcana ; en espagnol : Arquidiócesis de Acapulco) est un archidiocèse métropolitain de l'Église catholique du Mexique.

## Territoire

Archidiocèse d'Acapulco
Suffragants

Il comprend 24 municipalités de l'État de Guerrero ce qui correspond à un territoire d'une superficie de 18 000 km2 divisé en 76 paroisses.
Le siège archiépiscopal est dans la ville d'Acapulco où se trouve la cathédrale Notre-Dame-de-la-Solitude.

## Historique
Le diocèse d'Acapulco est érigé le 18 mars 1958 par la constitution apostolique Quo aptiori du pape Pie XII en prenant une partie du territoire du diocèse de Chilapa (aujourd'hui diocèse de Chilpancingo-Chilapa). Il est nommé suffragant de l'archidiocèse de Mexico.
Il cède une portion de territoire le 27 octobre 1964 pour l'érection du diocèse de Ciudad Altamirano.
Le 10 février 1983, le diocèse est érigé en archidiocèse métropolitain par la constitution apostolique Quo maius du pape Jean-Paul II avec pour suffragants les diocèses de Chilapa et de Ciudad Altamirano.

## Évêques et archevêques
évêques
- José del Pilar Quezada Valdés (18 décembre 1958 - 1 juin 1976)
- Rafael Bello Ruiz (1 juin 1976 - 10 février 1983)

archevêques
- Rafael Bello Ruiz (10 février 1983 - 8 mai 2001)
- Felipe Aguirre Franco (8 mai 2001 - 7 juin 2010)
- Carlos Garfias Merlos (7 juin 2010 - 5 novembre 2016), nommé archevêque de Morelia
- Leopoldo González González, depuis le 30 juin 2017